# Da Ya Think I'm Sexy?
Da Ya Think I'm Sexy? è un singolo di Rod Stewart, pubblicato nel novembre 1978. Scritto da Stewart e dal batterista Carmine Appice, il brano è stato prodotto da Tom Dowd. Nel 2004 la rivista Rolling Stone ha inserito la canzone alla posizione 308 della lista dei migliori brani di tutti i tempi.
Negli anni la canzone è diventata oggetto di numerose cover, e nel 2017 lo stesso Stewart ha collaborato con i DNCE per una nuova versione del singolo.

## Accoglienza
Da Ya Think I'm Sexy? rimase per una settimana alla vetta della classifica dei singoli inglese nel novembre del 1978 e per quattro settimane in vetta alla classifica statunitense Billboard Hot 100, a cominciare dal febbraio 1979. Nel resto del mondo, arrivò in prima posizione in Australia, Canada e Spagna; al secondo posto, invece, in Norvegia, Francia e Nuova Zelanda; al terzo in Italia; al sesto in Olanda; all'ottava in Svizzera ed Austria; alla nona in Germania.

## Controversie
La canzone attirò non poche critiche da parte di alcuni fan di Rod Stewart, che contestarono all'artista l'aver abbandonato un rock "puro" e di essersi fatto influenzare dalla musica disco. Stewart fece tuttavia notare che altri rispettati artisti come Paul McCartney e i Rolling Stones avevano canzoni indirizzate alla musica dance nel proprio repertorio.
Una causa per violazione di copyright fu intentata dal musicista brasiliano Jorge Ben, per plagio del proprio brano Taj Mahal: il caso è stato risolto "in via amichevole", secondo Ben. Stewart ammise un "plagio inconscio" del brano di Ben nella sua autobiografia del 2012. In seguito all'accaduto, l'artista britannico ha deciso di donare tutti i diritti d'autore dell'album Blondes Have More Fun all'UNICEF. Successivamente Stewart, sempre nella sua autobiografia, ammise anche che la melodia del celebre riff di sintetizzatori che caratterizza la canzone proveniva in realtà da un brano del cantante statunitense Bobby Womack chiamato (If You Want My Love) Put Something Down On It, sostenendo tuttavia che è legale riprendere la linea di arrangiamento di una canzone purché la linea melodica principale non venga copiata.

## Classifiche

### Classifiche settimanali
| Classifica (1978/79)     | Posizione massima |
| ------------------------ | ----------------- |
| Australia                | 1                 |
| Austria                  | 8                 |
| Belgio (Fiandre)         | 3                 |
| Canada                   | 1                 |
| Francia                  | 2                 |
| Germania                 | 9                 |
| Irlanda                  | 5                 |
| Italia                   | 3                 |
| Norvegia                 | 2                 |
| Nuova Zelanda            | 2                 |
| Paesi Bassi              | 6                 |
| Regno Unito              | 1                 |
| Spagna                   | 1                 |
| Stati Uniti              | 1                 |
| Stati Uniti (dance club) | 1                 |
| Stati Uniti (R&B)        | 5                 |
| Svezia                   | 11                |
| Svizzera                 | 8                 |

### Classifiche di fine anno
| Classifica (1978) | Posizione |
| ----------------- | --------- |
| Regno Unito       | 18        |
| Classifica (1979) | Posizione |
| Australia         | 7         |
| Belgio (Fiandre)  | 47        |
| Canada            | 15        |
| Francia           | 20        |
| Germania          | 39        |
| Italia            | 15        |
| Nuova Zelanda     | 26        |
| Stati Uniti       | 4         |

## Cover

### Cover di Paris Hilton
Do Ya Think I'm Sexy? è il terzo singolo esclusivo per l'Italia di Paris Hilton. Pubblicato alla fine di febbraio del 2007, questa canzone ha riscosso un notevole successo grazie anche allo spot della compagnia telefonica 3 Mobile. Non è stato messo in commercio nessun CD singolo.